# Mycetophila proseni
Mycetophila proseni är en tvåvingeart som beskrevs av Duret 1981. Mycetophila proseni ingår i släktet Mycetophila och familjen svampmyggor. Inga underarter finns listade i Catalogue of Life.